# 5. honvedski pehotni polk (Avstro-Ogrska)
Za druge 5. polke glejte 5. polk.
5. honvedski pehotni polk (izvirno nemško k.u. Landwehr Infanterie Regiment Nr. 537; dobesedno slovensko: Cesarsko-madžarski honvedski pehotni polk št. 5) je bil pehotni polk avstro-ogrskega Honveda.

## Zgodovina
Polk je bil ustanovljen leta 1886.

### Prva svetovna vojna
Polkovna narodnostna sestava leta 1914 je bila sledeča: 79% Madžarov in 21% drugih.
Polkovni štab in I. ter II. bataljon so bili nastanjeni v Segedynu in III. bataljon v Zrenjaninu.
Potem, ko je leta 1915 po bitki za Przemyśl polk prešel v rusko vojno ujetništvo, ga niso obnovili.

## Poveljniki polka
- 1914: Desiderius Nonay[4]